# Acanthacorydalis sinensis
Acanthacorydalis sinensis är en insektsart som beskrevs av C.-k. Yang och Ding Yang 1986. Acanthacorydalis sinensis ingår i släktet Acanthacorydalis och familjen Corydalidae. Inga underarter finns listade i Catalogue of Life.